# 皇統譜
皇統譜（こうとうふ）とは、天皇および皇族の身分に関する事項を記載する帳簿。形式等は、皇室典範および皇統譜令（昭和22年政令第1号）に定められる。
天皇・皇后に関する事項を扱う大統譜（たいとうふ）、その他の皇族に関する事項を扱う皇族譜（こうぞくふ）の2種があり、皇室の身分関係（家族関係）、そして、皇統を公証する。一般国民の戸籍簿に相当する。
なお、皇統とは、皇位継承が代々なされてきた系統のことである。いずれの天皇・皇族（臣籍や民間から入内した后妃を除く）も、系図の上で父系(男系)を辿れば、初代天皇である神武天皇へ必ず辿り着く。

## 概観
皇統譜は、皇室の身分関係（家族関係）を公証し、皇位継承の順位を定める基礎となる。1889年（明治22年）に定められた旧皇室典範には、「皇統譜…ハ図書寮ニ於テ尚藏ス」（34条）と規定されるのみで、明治初年から宮中で行われた皇室系図の取調べにおける内規によって運用された。1926年（大正15年）に至り、皇統譜令（大正15年皇室令第6号、旧皇統譜令）を定めた。第二次世界大戦の後、日本国憲法の施行にあたり、法律たる皇室典範（昭和22年法律第3号）、そして、政令たる皇統譜令（昭和22年5月3日政令第1号）が、新たに制定された。
皇統譜には、原本と副本とがあり、原本が宮内庁に、副本が法務省に、それぞれ保管されることが皇統譜令で定められている。現行の皇室典範および皇統譜令には、「皇統譜」との文言しかない。大統譜に歴代の天皇が、首部に天照皇大神に至る神代の系譜も、それぞれ記載される。また、皇族譜は、所出天皇（直接の先祖にあたる天皇）ごとに簿冊を区分して編纂される。皇統譜の全文は、行政機関の保有する情報の公開に関する法律に基づき、宮内庁に請求すれば誰でも閲覧できる。

## 旧皇統譜令
旧皇統譜令とは 、現行の皇統譜令の制定前に施行されていた皇統譜令（大正15年皇室令第6号）である。皇室令及附属法令廃止ノ件（昭和22年皇室令第12号）によって廃止されたが、現行の皇統譜令の第1条は、「この政令に定めるものの外、皇統譜に関しては、当分の間、なお従前の例による。」との経過規定を置き、皇統譜の詳細について旧皇統譜令の定めを準用する。

### 新旧皇統譜令の異同
旧皇統譜令と現行の皇統譜令との異同は、以下の通り。
- 皇統譜令の副本は、旧令では「内大臣府」で保管すると定めたが（旧2条2項）、現行令では「法務省」でこれを保管すると定めた（現2条）。
- 「公布又は公告がない事項の登録」については、旧令では「勅裁」を経て行うと定めたが（旧4条）、現行令では「宮内庁長官が、法務大臣と協議して、これを行う」と定めた（現3条1号）。
- 「皇統譜の登録又は附記に錯誤を発見した場合の訂正」は、旧令では「皇族会議及枢密顧問ノ諮詢」および「勅裁」を経て行うと定めたが（旧5条1項2項）、現行令では「宮内庁長官が、法務大臣と協議して、これを行う」と定めた（現3条2号）。
- 皇嗣に、不治の重患または重大な事故があるために、皇位継承の順序を変えたときの登録に関しては、新旧令に大きな違いはない（旧28条。現4条。）。
- 親王、内親王、王又は女王がその身分を離れたときの登録に関しても、新旧令に大きな違いはない（旧31条、32条、34条。現5条。）。
- 旧令では皇統譜の持ち出しに関しては定めていないが、現行令では内閣総理大臣の承認を得た場合に限って、尚蔵の部局外に持ち出すことを認めた（現6条）。
- 従前の皇統譜に関し、宮内大臣が行った職権は、現行令の規定による皇統譜については、宮内庁長官が、これを行うものとした（現行令附則3項）。

### 旧皇統譜令の主な規定
旧皇統譜令の内、現在も準用される主な規定は、以下の通り。なお、旧令の用語のうち、現行令によって修正されたものについては、適宜修正した（例:「宮内大臣」を「宮内庁長官」、「図書頭」を「書陵部長」など。）。
皇統譜の形式および保管
皇統譜は、大統譜及び皇族譜とし（旧1条）、正本及び副本を作る（旧2条1項）。皇統譜及び副本には、簿冊ごとに表紙の裏面に御璽をおし、宮内庁長官が枚数及び調製の年月日を記入し、宮内庁書陵部長とともに署名する（旧3条1項）。また、皇統譜及び副本には、宮内庁長官及び宮内庁書陵部長が、その綴糸に封印する（旧3条2項）。皇統譜の登録及び附記に関する記録は、宮内庁書陵部において尚蔵し（旧10条。宮内庁法2条11号、宮内庁組織令8条1号、20条1号。）、副本は法務省で保管する（現2条）。
皇統譜の登録及び附記
皇統譜及び副本に登録又は附記したときは、その年月日を記入し、宮内庁長官及び書陵部長がこれに署名する（旧9条）。
大統譜
大統譜は、天皇により門を分かち、その代数を掲げて各門に天皇の欄及び皇后の欄を設ける（旧11条）。
- 天皇の欄には、次の事項を登録する（旧12条）。

1. 御名
2. 父
3. 母
4. 誕生ノ年月日時及場所
5. 命名ノ年月日
6. 践祚ノ年月日
7. 元号及改元ノ年月日
8. 即位礼ノ年月日
9. 大嘗祭ノ年月日
10. 成年式ノ年月日
11. 大婚ノ年月日及皇后ノ名
12. 崩御ノ年月日時及場所
13. 追号及追号勅定ノ年月日
14. 大喪儀ノ年月日陵所及陵名

- 皇后の欄には、次の事項を登録する（旧13条）。

1. 名
2. 父
3. 母
4. 誕生ノ年月日時及場所
5. 命名ノ年月日
6. 大婚ノ年月日
7. 崩御ノ年月日時及場所
8. 追号及追号勅定ノ年月日
9. 大喪儀ノ年月日陵所及陵名

皇族譜
皇族譜は、所出天皇により簿冊を区分し、各親王・内親王・王・女王につき一欄を設け、妃については夫の所出天皇に属する簿冊に各一欄を設ける（旧22条）。親王・親王妃・内親王・王・王妃・女王の欄には、次の事項を登録する（旧23条）。
1. 名
2. 父
3. 母
4. 誕生ノ年月日時及場所
5. 命名ノ年月日
6. 成年式ノ年月日
7. 婚嫁ノ年月日及配偶者ノ名
8. 薨去ノ年月日時及場所
9. 喪儀ノ年月日及墓所

補則
「神代ノ大統」は、大統譜の首部に登録する（旧39条）。光厳天皇、光明天皇、崇光天皇、後光厳天皇、及び後円融天皇に係る事項（いわゆる北朝の系統にかかる事項）は、別に簿冊を設け、大統譜に準じて登録する（旧41条）。

## 古代の皇統譜
古代の皇統譜として「古事記」「日本書紀」が編纂材料とした『帝紀』が存在していた。「帝紀」は「帝皇日嗣（すめろきのひつぎ」や「皇祖等之騰極次第（すめみおやたちのひつぎのついで）」とも呼ばれた（「日本書紀」持統二年十一月条）。
武田祐吉は帝紀の内容を比較研究から、以下の6項目を挙げた（「古事記研究一帝紀攷」）
1. 前の王との続柄
2. 本人の名前
3. 居住した王宮と天下を治めた年数
4. 妃とその子供、および彼らの簡単な事績
5. 王の重要な事績に関する簡単な記述
6. 王の年齢とその墓

## 戸籍法と選挙権・被選挙権の関係
以上の通り、天皇および皇族の身分関係に関する事項は、皇統譜令に基づく皇統譜に記載される。よって、天皇及び皇族は、戸籍法の適用を受けない。
なお、公職選挙法附則第2項及び地方自治法附則第20条に「戸籍法の適用を受けない者の選挙権及び被選挙権は、当分の間、停止する。」と定められているため、天皇及び皇族の選挙権及び被選挙権は当分の間、停止されているとする見解がある。
一方、「戸籍法の適用を受けない者」とは、本島人ノ戸籍ニ関スル件（昭和8年1月20日台湾総督府令第8号）や朝鮮戸籍令（大正11年12月18日朝鮮総督府令第154号）の適用を受ける者、つまり法施行時に日本国籍を有していた台湾籍や朝鮮籍のみを対象としたのであって（内務次官指示では「土人戸口規則」(大正10年樺太庁35号)の適用を受ける樺太人(アイヌを除く樺太先住民)も対象となっている）、天皇や皇族を対象としていない、とする見解もある。1992年（平成4年）4月7日、宮内庁次長の宮尾盤は、参議院内閣委員会において、天皇及び皇族の選挙権・被選挙権は、象徴的な立場にある天皇とその一家として「政治的な立場も中立でなければならない」という要請や、天皇は「国政に関する権能を有しない」（憲法4条1項）という規定の趣旨などを根拠として、有していないとされているのであり、公職選挙法の規定が根拠になるわけではない、とする旨を答弁した。なお、1946年に制定された参議院議員選挙法は附則第一条で「皇族は、当分、この法律の規定にかかわらず、選挙権を有する」と規定されており、戸籍法の適用を受けない皇族に参院選の選挙権が存在した（1950年の公職選挙法制定で同様の文言は削除された）。